# Mansfield (Ohio)
Mansfield é uma cidade localizada no estado norte-americano do Ohio, no condado de Richland, do qual é sede. Foi fundada em 11 de junho de 1808 e incorporada em 1828 como aldeia, e depois, em 1857 como cidade.

## Geografia
De acordo com o United States Census Bureau, a cidade tem uma área de 80 km², dos quais 79,9 km² estão cobertos por terra e 0,1 km² por água.

### Localidades na vizinhança
O diagrama seguinte representa as localidades num raio de 16 km ao redor de Mansfield.

## Demografia
Segundo o censo nacional de 2010, a sua população é de 47 821 habitantes e sua densidade populacional é de 597,7 hab/km².

## Marcos históricos
A relação a seguir lista as 51 entradas do Registro Nacional de Lugares Históricos em Mansfield. O primeiro marco foi designado em 11 de junho de 1969 e o mais recente em 25 de julho de 2019.
- B.F. Bissman House
- Bissman Block
- Building at 240 Park Avenue West
- Building at 252-254 Park Avenue West
- Building at 309 Park Avenue West
- Building at 415 Park Avenue West
- Central United Methodist Church
- City Mills Building
- Dow House
- Downtown Mansfield Historic District
- F.A. Gilbert House
- First English Lutheran Church
- Fraser House
- Hancock and Dow Building
- J.M. Cook House
- Jacob H. Barr House
- John Krause House
- John Sherman Memorial Gateway
- Judge Mansfield House
- Kingwood Center
- Mansfield Blockhouse
- Mansfield Savings Bank
- Mansfield Woman's Club
- Martin Bushnell House
- May Realty Building
- Mayflower Memorial Congregational Church
- Mechanics Building and Loan Company
- Oak Hill Cottage
- Ohio Theatre
- Old Carriage Barn
- Pacific Curios Antiques
- Park Avenue Baptist Church
- Peter Bissman House
- Raemelton Farm Historic District
- Reformatório Estadual de Ohio
- Richland County Infirmary
- Richland Trust Building
- Robert Sandiford House
- Rufus A. Kern House
- S.M. Douglas House
- Samuel Lewis House
- Soldiers and Sailors Memorial Building and Madison Theater
- St. Peters Church
- Stewart Towers
- Susan Sturges House
- Tappan House
- The Colonial
- Upson House
- Voegele Building
- W. S. Ward House
- William Ritter House